# Вірменія на зимових Олімпійських іграх 1994
Вірменію на Олімпійських іграх у Ліллехамері представляли 2 спортсмена-бобслеїста. Це були перші Олімпійські ігри у яких Вірменія взяла участь як незалежна держава. Медалей на цих Іграх вірменським спортсменам завоювати не вдалося.

## Результати

### Бобслей
Чоловіки
| Спортсмени               | Змагання | Фінал   | Фінал   | Фінал   | Фінал   | Фінал   | Фінал |
| Спортсмени               | Змагання | Заїзд 1 | Заїзд 2 | Заїзд 3 | Заїзд 4 | Всього  | Місце |
| ------------------------ | -------- | ------- | ------- | ------- | ------- | ------- | ----- |
| Джої Алмасян Кен Топалян | Двійки   | 54.85   | 55.03   | 54.92   | 55.01   | 3:39.81 | 36    |